# Fanny (musikgrupp)
Fanny var en amerikansk musikgrupp från Kalifornien, från delstatshuvudstaden Sacramento, som var det första helt kvinnliga rockbandet (startat av två från Filippinerna invandrade systrar, Jean och June Millington från Manila) som skrev kontrakt med ett större skivbolag (Reprise Records) redan 1969, vilket resulterade i deras självbetitlade debutalbum 1970. The Runaways har - liksom många andra tjejband och kvinnliga artister - betonat deras betydelse, nu senast i dokumentären Fanny: The Right to Rock, som hade premiärm 2021.